# Sailhan
Sailhan ist eine französische Gemeinde mit 171 Einwohnern (Stand 1. Januar 2022) im Département Hautes-Pyrénées in der Region Okzitanien. Sie gehört zum Arrondissement Bagnères-de-Bigorre und zum Kanton Neste, Aure et Louron. Die Bewohner werden „Sailhanais“ und „Sailhanaises“ genannt.

## Geographie
Die Gemeinde liegt in der historischen Provinz Bigorre und in der Landschaft Pays d’Aure.
|                   | Bourisp                                     |          |
| Saint-Lary-Soulan | Kompassrose, die auf Nachbargemeinden zeigt | Estensan |
|                   | Ens (Hautes-Pyrénées)                       |          |

Der Gemeindehauptort liegt im Tal der Mousquere, einem Nebenfluss der Neste d’Aure, in die sie im Vallée d’Aure mündet. Der Ort liegt in über 920 m Seehöhe. Der Ort liegt 40 Kilometer südlich von Lannemezan und 44 Kilometer südöstlich von Lourdes. Die Gemeinde hat unter anderem aufgrund der Höhenlage eine äußerst geringe Bevölkerungsdichte.

## Bevölkerungsentwicklung
Die Entwicklung der Einwohnerzahl ist durch Volkszählungen, die seit 1962 durchgeführt werden, bekannt. Im 21. Jahrhundert werden in Gemeinden mit weniger als 10.000 Einwohnern alle fünf Jahre Volkszählungen durchgeführt, in größeren Städten jedes Jahr.
| Jahr      | 1962 | 1968 | 1975 | 1982 | 1990 | 1999 | 2006 | 2016 |
| Einwohner | 147  | 128  | 101  | 90   | 106  | 104  | 132  | 159  |

## Sehenswürdigkeiten

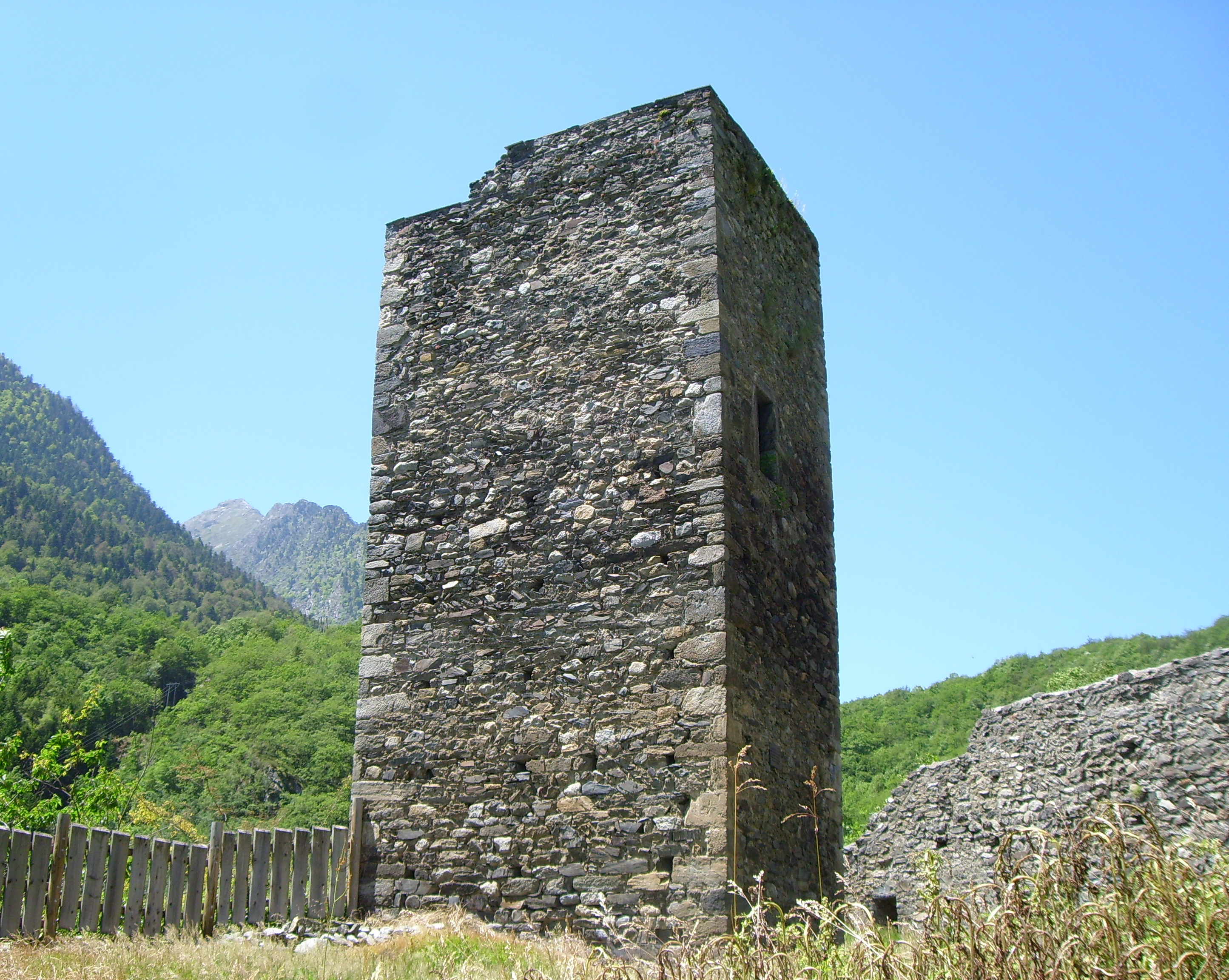
Turm der Ruine in Tramezaïgues

Die Gemeinde verfügt über mehrere Kulturdenkmäler, die als Monument historique eingestuft sind.
- Moulin de la Mousquère
- Église parroissale Saint-Laurent (deutsch: Pfarrkirche zum heiligen Laurentius), neogotische Kirche, erbaut Ende des 19./ Anfang des 20. Jahrhunderts
- Lavoir ancien (deutsch: Antiker Brunnen)